# DENR
DENR (англ. Density regulated re-initiation and release factor) – білок, який кодується однойменним геном, розташованим у людей на 12-й хромосомі. Довжина поліпептидного ланцюга білка становить 198 амінокислот, а молекулярна маса — 22 092.
| 10         |  | 20         |  | 30         |  | 40         |  | 50         |
| ---------- |  | ---------- |  | ---------- |  | ---------- |  | ---------- |
| MAADISESSG |  | ADCKGDPRNS |  | AKLDADYPLR |  | VLYCGVCSLP |  | TEYCEYMPDV |
| AKCRQWLEKN |  | FPNEFAKLTV |  | ENSPKQEAGI |  | SEGQGTAGEE |  | EEKKKQKRGG |
| RGQIKQKKKT |  | VPQKVTIAKI |  | PRAKKKYVTR |  | VCGLATFEID |  | LKEAQRFFAQ |
| KFSCGASVTG |  | EDEIIIQGDF |  | TDDIIDVIQE |  | KWPEVDDDSI |  | EDLGEVKK   |

A: Аланін

C: Цистеїн

D: Аспарагінова кислота

E: Глутамінова кислота

F: Фенілаланін

G: Гліцин

I: Ізолейцин

K: Лізин

L: Лейцин

M: Метіонін

N: Аспарагін

P: Пролін

Q: Глутамін

R: Аргінін

S: Серин

T: Треонін

V: Валін

W: Триптофан

Кодований геном білок за функціями належить до факторів ініціації, фосфопротеїнів. 
Задіяний у таких біологічних процесах, як біосинтез білків, ацетилювання. 